# ハム・ストリート駅
ハム・ストリート駅（英語:Ham Street station）は、イギリスのケント、ハムストリートにある鉄道駅である。この駅はマーシュリンク線にあり、この駅を通る列車の運行はゴヴィア・テムズリンク・レールウェイによって「サザン」ブランドで行われている。
この駅は隣のアップルドア駅と共に、ケントにありながらサウスイースタンによって営業されていない2つの駅のうちの1つである。

## 運行
オフピーク時の典型的なダイヤは以下の通り。
- 毎時1本 - アシュフォード国際駅行き - ロンドンへ行く旅客の多くはこの列車を利用し、アシュフォード国際駅でハイ・スピード1の国内高速列車に乗り換える。
- 毎時1本 - イーストボーン駅行き - かつてはブライトン駅行きであったが、2018年にイーストボーン駅行きに短縮された[1]。

## 隣の駅
ナショナル・レール
■サザン（ゴヴィア・テムズリンク・レールウェイ）
マーシュリンク線
アップルドア駅 - ハム・ストリート駅 - アシュフォード国際駅